# 長首岩頭長頷魚
長首岩頭長頜魚，為輻鰭魚綱骨舌魚目象鼻魚科的其中一種，分布於非洲三比西河中上游流域，體長可達11公分，棲息在岩石底質、植被生長茂密的溪流底層水域，生活習性不明。